# Lifelines (album)
Lifelines is het zevende studioalbum van a-ha uit 2002.

## Singles van dit album
- Forever Not Yours
- Lifelines
- Did Anyone Approach You?